# 夢醒心碎空嘆息
【夢醒心碎空嘆息】是歌手林慧萍的第二十二張個人專輯。點將唱片1994年4月7日發行。

## 專輯簡介
聽  林慧萍 唱春天最美的情歌
十種低迴繚繞的感情觀
十種執著迷惘的愛情歌
繼結髮一輩子。情難枕後
林慧萍另一張真情力作
夢醒 心碎 空嘆息  請小心收藏

## 專輯曲目
| 曲序 | 曲名           | 作詞   | 作曲    | 編曲   | 製作人 | 長度 | 備註 |
| 01   | 夢醒心碎空嘆息 | 王文清 | 王文清  | 孫崇偉 | 劉亞文 | 4:26 |      |
| 02   | 愛的很爽       | 林秋離 | 熊美玲  | 孫崇偉 | 劉亞文 | 4:13 |      |
| 03   | 用情太深       | 姚謙   | 熊美玲  | 王繼康 | 熊美玲 | 4:05 |      |
| 04   | 戒了相思       | 李子恆 | 李子恆  | 孫崇偉 | 劉亞文 | 4:50 |      |
| 05   | 把往事輕輕送走 | 何啟弘 | 殷文琦  | 孫崇偉 | 劉亞文 | 3:51 |      |
| 06   | 時光的流浪客   | 林秋離 | 熊美玲  | 孫崇偉 | 劉亞文 | 3:59 |      |
| 07   | 不能說的愛     | 陸泓宇 | 陸泓宇  | 孫崇偉 | 劉亞文 | 4:16 |      |
| 08   | 你我           | 姚謙   | 陳揚    | 孫崇偉 | 劉亞文 | 4:26 |      |
| 09   | 還我孤獨       | 林秋離 | 工藤 崇 | 孫崇偉 | 劉亞文 | 4:17 |      |
| 10   | 舊情人         | 姚謙   | 曾淑勤  | 孫崇偉 | 劉亞文 | 3:35 |      |

## 專輯版本
- 卡帶
  - 1994年4月7日點將唱片發行
- CD
  - 1994年4月7日點將唱片發行
  - 2007年11月20日科藝百代再版重新發行